# Oratorio della Santa Croce (Chiusavecchia)
L'oratorio della Santa Croce o di San Rocco è un luogo di culto cattolico situato nel comune di Chiusavecchia, in via IV Novembre, in provincia di Imperia.

## Storia e descrizione
Fu per iniziativa della locale confraternita dei Disciplinanti che venne edificata nel corso del XV secolo - o nel XVI secolo - la struttura religiosa lungo la strada statale 28 del Colle di Nava. L'opera, tuttavia, fu portata a termine nelle forme attuali nel 1630.
L'oratorio si presenta internamente con pianta a forma ovale, un ampio presbiterio e decorazioni barocche. Nella volta dell'area presbiterale campeggia l'affresco de La deposizione di Gesù dalla croce alla presenza delle tre Marie e di san Giovanni Evangelista, mentre nella volta del soffitto dell'unica navata la raffigurazione del Trionfo della Croce con ai lati le figure dei quattro evangelisti.
La facciata esterna è caratterizzata dalle forme semplici sormontato da un piccolo campanile a vela. Trovano spazio un bassorilievo con la raffigurazione dei Disciplinanti in adorazione della Santa Croce.